# Miltinus atripes
Miltinus atripes är en tvåvingeart som beskrevs av Paramonov 1950. Miltinus atripes ingår i släktet Miltinus och familjen Mydidae. Inga underarter finns listade i Catalogue of Life.